# Rollkörner

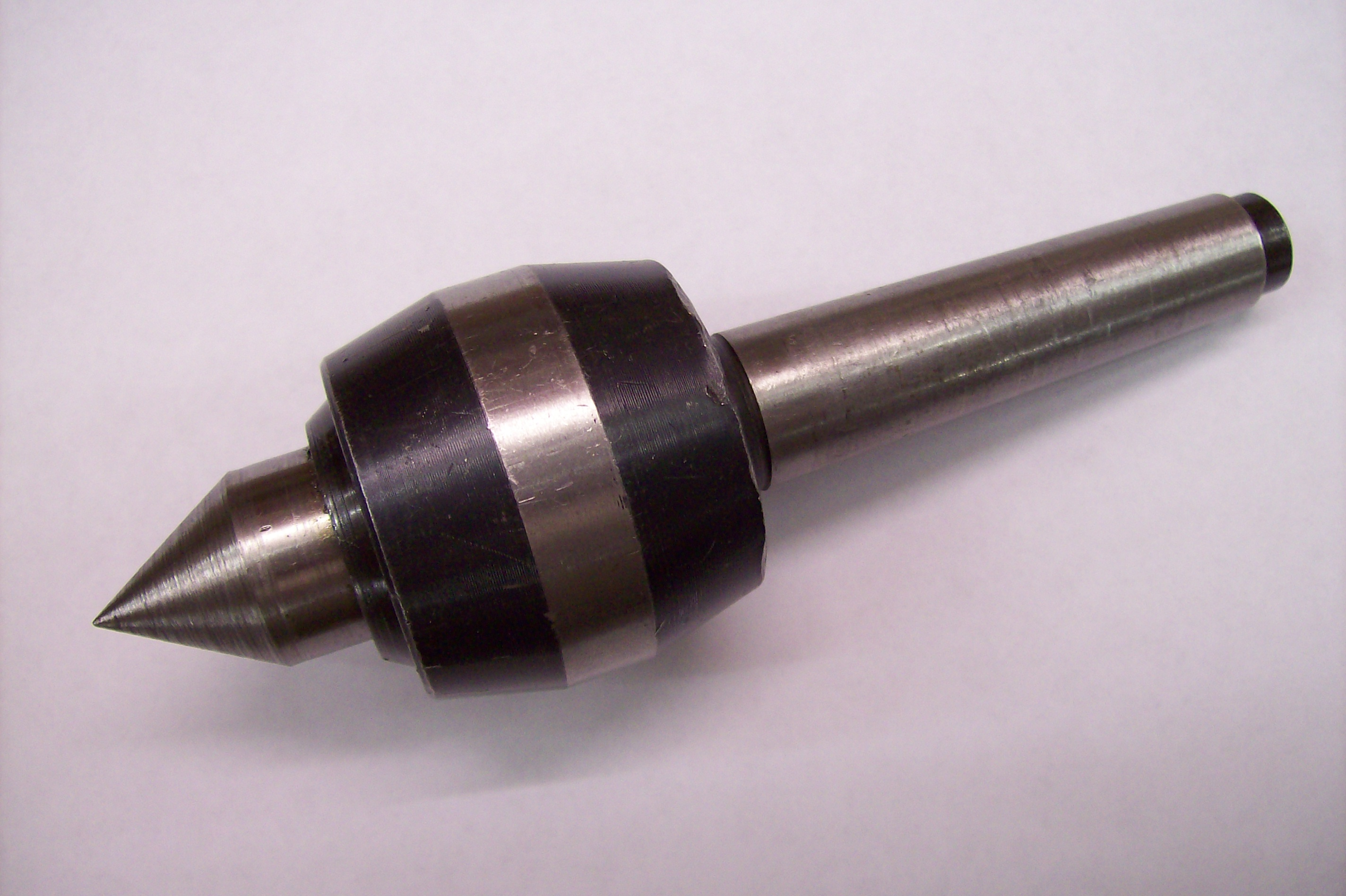
Rollkörner mit Morsekegel

Ein Rollkörner, auch Mitlaufkörner oder mitlaufende Drehbankspitze genannt, dient an Drehmaschinen als zweite Lagerung langer, biegsamer Drehteile. 
Der Rollkörner wird mittels Morsekegel in den Reitstock eingesetzt. Das Drehteil muss eine Zentrierbohrung (meistens mit einem Kegelwinkel von 60°) besitzen, in der die drehbare Spitze des Rollkörners Halt findet.
Es gibt verschiedene Ausführungen: Die Drehspitze kann axial gefedert sein, um Längenausdehnungen des Materials durch Temperaturänderung während der Bearbeitung auszugleichen. Ebenso kann ein Zeigerinstrument angebracht sein, das die Druckkraft (Spannkraft) anzeigt.